# Krimstermolen
De Krimstermolen is een grote poldermolen ten noorden van het dorp Zuidwolde in de gemeente Het Hogeland, provincie Groningen.
De molen werd oorspronkelijk aan het Kardingermaar in de buurtschap het Reidland gebouwd na brand van een voorganger in 1904 en bemaalde daar de Oostelijke Bedummerpolder. Poldermolen De Goliath, thans bij de Eemshaven, diende als voorbeeld voor deze molen. Na in onbruik te zijn geraakt kreeg de molen een nieuwe functie als reservemaalwerktuig ten noorden van Zuidwolde. Hiertoe werd de molen in 1977 verplaatst. Thans is de molen gerestaureerd en weer maalvaardig. De molen draait geregeld op vrijwillige basis. 'De Krimstermolen' die sinds de herbouw van 1904 ook wel 'De Phoenix' (naar de vogel Feniks, die uit zijn as herrees) wordt genoemd, is met een vlucht (afmetingen van de wieken) van 24,25 meter de grootste poldermolen in de provincie Groningen.
De molen is voorzien van stroomlijnwieken volgens het systeem Dekker met zelfzwichting en remkleppen. De molen was lange tijd eigendom van de Molenstichting Hunsingo en Omstreken, de huidige eigenaar is Stichting De Groninger Poldermolens. 

## Trivia
- De 'buurman' van 'De Krimstermolen' is 't Witte Lam, de kleinste poldermolen in de provincie Groningen.